# Дальний (Крым)
Да́льний (до 1960-х годов Той-Тёбе́; укр. Дальній, крымскотат. Toy Töbe, Той Тёбе) — исчезнувшее село в Джанкойском районе Республики Крым, располагавшееся на северо-западе района, на берегу Сиваша. Самое северное село района, ближайшее современное село — Томашевка, лежащая примерно в 12 км южнее по прямой.

### Динамика численности населения
- 1805 год — 76 чел.[6]
- 1900 год — 92 чел.[7]
- 1915 год — 19 чел.[8][9]
- 1926 год — 141 чел.[10]

## История
Первое документальное упоминание села встречается в Камеральном Описании Крыма… 1784 года, судя по которому, в последний период Крымского ханства Той Тебе входил в Сакал кадылык Перекопского каймаканства. После присоединения Крыма к России (8) 19 апреля 1783 года, (8) 19 февраля 1784 года, именным указом Екатерины II сенату, на территории бывшего Крымского Ханства была образована Таврическая область и деревни были приписаны к Перекопскому уезду. После Павловских реформ, с 1796 по 1802 год, входили в Перекопский уезд Новороссийской губернии. По новому административному делению, после создания 8 (20) октября 1802 года Таврической губернии, Той-Тёбе был включён в состав Джанайской волости Перекопского уезда.
По Ведомости о всех селениях в Перекопском уезде состоящих с показанием в которой волости сколько числом дворов и душ… от 21 октября 1805 года, в деревне Тойтебе числилось 11 дворов и 76 жителей, все — крымские татары. На военно-топографической карте генерал-майора Мухина 1817 года деревня Туйтебе обозначена с 16 дворами. После реформы волостного деления 1829 года деревня, согласно «Ведомости о казённых волостях Таврической губернии 1829 года», осталась в составе Джанайской волости. На карте 1836 года в деревне 7 дворов, а на карте 1842 года деревня записана как Той Тюбе и обозначена условным знаком «малая деревня» (это означает, что в ней насчитывалось менее 5 дворов). Затем, видимо, вследствие эмиграции крымских татар в Турцию, деревня опустела, и в доступных источниках второй половины XIX века не упоминается.
Возрождено поселение было немцами (евангелистами и лютеранами) в Богемской волости на 1700 десятинах земли в 1893 году. По «…Памятной книжке Таврической губернии на 1900 год» в Той-Тебе числилось 92 жителя в 12 дворах, в 1911 году — уже 97 человек. По Статистическому справочнику Таврической губернии. Ч.II-я. Статистический очерк, выпуск пятый Перекопский уезд, 1915 год, в Богемской волости Перекопского уезда числилось  числились 2 хутора Той-Тебе: Калембета — 2 двора, 5 приписных жителей, без указания национальностей и вакуф — 2 двора с русским населением, 14 приписных жителей.
После установления в Крыму Советской власти, по постановлению Крымревкома от 8 января 1921 года № 206 «Об изменении административных границ» была упразднена волостная система и в составе Джанкойского уезда был создан Джанкойский район. В 1922 году уезды преобразовали в округа. 11 октября 1923 года, согласно постановлению ВЦИК, в административное деление Крымской АССР были внесены изменения, в результате которых округа были ликвидированы, основной административной единицей стал Джанкойский район и село включили в его состав. Согласно Списку населённых пунктов Крымской АССР по Всесоюзной переписи 17 декабря 1926 года, в селе Той-Тебе, Курт-Ичкинского сельсовета Джанкойского района, числилось 27 дворов, из них 25 крестьянских, население составляло 141 человек, из них 131 немец и 10 русских. На подробной карте РККА северного Крыма 1941 года Тюй-Тюбе (или бригада совхоза Кирк-ишунь) обозначен без указания жилых дворов. Вскоре после начала Великой Отечественной войны, 18 августа 1941 года крымские немцы были выселены — сначала в Ставропольский край, а затем в Сибирь и северный Казахстан.

### После освобождения
12 августа 1944 года было принято постановление № ГОКО-6372с «О переселении колхозников в районы Крыма» и в сентябре 1944 года в район приехали первые новоселы (27 семей) из Каменец-Подольской и Киевской областей, а в начале 1950-х годов последовала вторая волна переселенцев из различных областей Украины. С 25 июня 1946 года Той-Тёбе в составе Крымской области РСФСР. 26 апреля 1954 года Крымская область была передана из состава РСФСР в состав УССР.
До 1960 года посёлок Той-Тёбе (как Тюп-Тёбе) был переименован в посёлок Дальний и в те же годы был ликвидирован, поскольку в «Справочнике административно-территориального деления Крымской области на 15 июня 1960 года» селение уже не значилось (согласно справочнику «Крымская область. Административно-территориальное деление на 1 января 1968 года» — в период с 1954 по 1968 годы).